# Большая Талица (река)
Большая Талица — река в России, протекает в Красновишерском районе Пермского края. Устье реки находится в 22 км по левому берегу реки Говоруха. Длина реки составляет 10 км.
Исток реки на холмах Полюдова Кряжа в 22 км к северо-востоку от посёлка Вишерогорск. Река течёт на запад по ненаселённой местности среди холмов, покрытых елово-пихтовой тайгой. Характер течения — горный. Впадает в Говоруху южнее деревни Мясная.

## Данные водного реестра
По данным государственного водного реестра России относится к Камскому бассейновому округу, водохозяйственный участок реки — Кама от водомерного поста у села Бондюг до города Березники, речной подбассейн реки — бассейны притоков Камы до впадения Белой. Речной бассейн реки — Кама.
По данным геоинформационной системы водохозяйственного районирования территории РФ, подготовленной Федеральным агентством водных ресурсов:
- Код водного объекта в государственном водном реестре — 10010100212111100004839
- Код по гидрологической изученности (ГИ) — 111100483
- Код бассейна — 10.01.01.002
- Номер тома по ГИ — 11
- Выпуск по ГИ — 1